# Boroštica
Boroštica (szerbül: Бороштица), település Szerbiában, a Raškai körzet Tutini községében.

## Népesség
- 1948-ban 406 lakosa volt.
- 1953-ban 494 lakosa volt.
- 1961-ben 461 lakosa volt.
- 1971-ben 321 lakosa volt.
- 1981-ben 396 lakosa volt.
- 1991-ben 403 lakosa volt.
- 2002-ben 379 lakosa volt, akik közül 372 bosnyák (98,15%) és 7 ismeretlen.